# Amstel Gold Race 1991
L'Amstel Gold Race 1991, ventiseiesima edizione della corsa, valida per la Coppa del Mondo, si svolse il 27 aprile 1991 su un percorso di 244 km da Heerlen a Meerssen. Fu vinta dall'olandese Frans Maassen, che terminò in 6h 04' 46".

## Ordine d'arrivo (Top 10)
| Pos. | Corridore          | Squadra         | Tempo    |
| ---- | ------------------ | --------------- | -------- |
| 1    | Frans Maassen      | Buckler         | 6h04'46" |
| 2    | Maurizio Fondriest | Panasonic       | s.t.     |
| 3    | Dirk De Wolf       | Tonton Tapis    | s.t.     |
| 4    | Thierry Laurent    | R.M.O.          | a 10"    |
| 5    | Eric Vanderaerden  | Buckler         | a 16"    |
| 6    | Olaf Ludwig        | Panasonic       | s.t.     |
| 7    | Laurent Jalabert   | Toshiba         | s.t.     |
| 8    | Carlo Bomans       | Weinmann-EVS    | s.t.     |
| 9    | Jelle Nijdam       | Buckler         | s.t.     |
| 10   | Johan Museeuw      | Lotto-Superclub | s.t.     |